# Calyptotheca janua
Calyptotheca janua är en mossdjursart som först beskrevs av Livingstone 1929.  Calyptotheca janua ingår i släktet Calyptotheca och familjen Parmulariidae. Inga underarter finns listade i Catalogue of Life.